# Taebong
Taebong o Goguryeo posterior (Hugoguryeo) fue un estado establecido por Gung YE (궁예, 弓 裔) en la península de Corea en el año 901, durante el período de los Tres Reinos Tardíos de Corea. Kaesong fue la capital (901-905) hasta que fue trasladada a Cheorwon-gun (905-918).

## Nombre
El nombre inicial del estado era Goryeo, después del nombre oficial de Goguryeo, un estado anterior en Manchuria y el norte de la península de Corea, desde el siglo 5. Gung Ye cambió el nombre del estado a Majin en 904, y finalmente a Taebong en 911. Cuando Wang Geon derrocó a Gung Ye y se entronizó como Taejo de Goryeo, restauró su nombre original.
Para distinguir el estado de Gung Ye del estado de Wang Geon, los historiadores posteriores llaman a este estado Later Goguryeo (Hugoguryeo) o Taebong, su nombre final.

## Historia
Taebong se estableció con el apoyo del pueblo rebelde de Silla, el pueblo mixto Goguryeo-Lelang.
Según la leyenda, Gung Ye era hijo del rey Heonan o del rey Gyeongmun de Silla. Un adivino profetizó que el bebé recién nacido traería el desastre a Silla, por lo que el rey ordenó a sus sirvientes que lo mataran. Sin embargo, su enfermera escondió a Gung Ye y lo crio en secreto.  Se unió a la fuerza de rebelión de Yang Gil en 892. Silla, después de casi un milenio como un reino centralizado, estaba declinando rápidamente, y Gung Ye instigó su propia rebelión y absorbió las fuerzas de Wang Geon en Songak. En 898, estableció la capital en Songak. Finalmente derrotó a Yang Gil y otros señores locales en el centro de Corea para proclamarse rey en 901.
Gung Ye transfirió la capital de Songak a Cheolwon en 905. Taebong en su apogeo consistía en territorio en las actuales provincias de Hwanghae del Norte y del Sur, Gyeonggi, Gangwon / Kangwon, Pionyang, Chungcheong del Norte y la parte sur de Jeolla del Sur.
En sus últimos días, Gung Ye se proclamó Buda y se convirtió en un tirano que sentenció a muerte a cualquiera que se opusiera a él, incluida su propia esposa. Lady Gang. Como resultado, en 918 cuatro de sus propios generales, Hong Yu, Bae Hyeon-gyeong, Shin Sung-gyeom y Bok Ji-gyeom, derrocaron a Taebong e instalaron a Wang Geon como rey Taejo. 
Poco después, se estableció Goryeo. Taebong influyó culturalmente en Goryeo. Gung Ye fue originalmente un monje budista. Alentó el budismo y cambió los modales de las ceremonias nacionales budistas, incluyendo el Palgwanhoe (팔관회, 八關會) y Seokdeungnong (석등롱, 石燈籠, Linterna de piedra). Estos cambios sobrevivieron a la muerte de Gung Ye y la caída de Taebong.